# ویلد (دهانه)
ویلد یک دهانه برخوردی در ماه‌ است.

## دهانه‌های اقماری
این دهانه ۲ دهانه اقماری دارد.
| Wyld | عرض جغرافیایی | طول جغرافیایی | قطر          |
| ---- | ------------- | ------------- | ------------ |
| C    | ۰.۷° N        | ۱۰۰.۵° E      | ۲۸.۰ کیلومتر |
| J    | ۳.۸° S        | ۹۹.۴° E       | ۲۴.۰ کیلومتر |